# Circuit intégré 7406

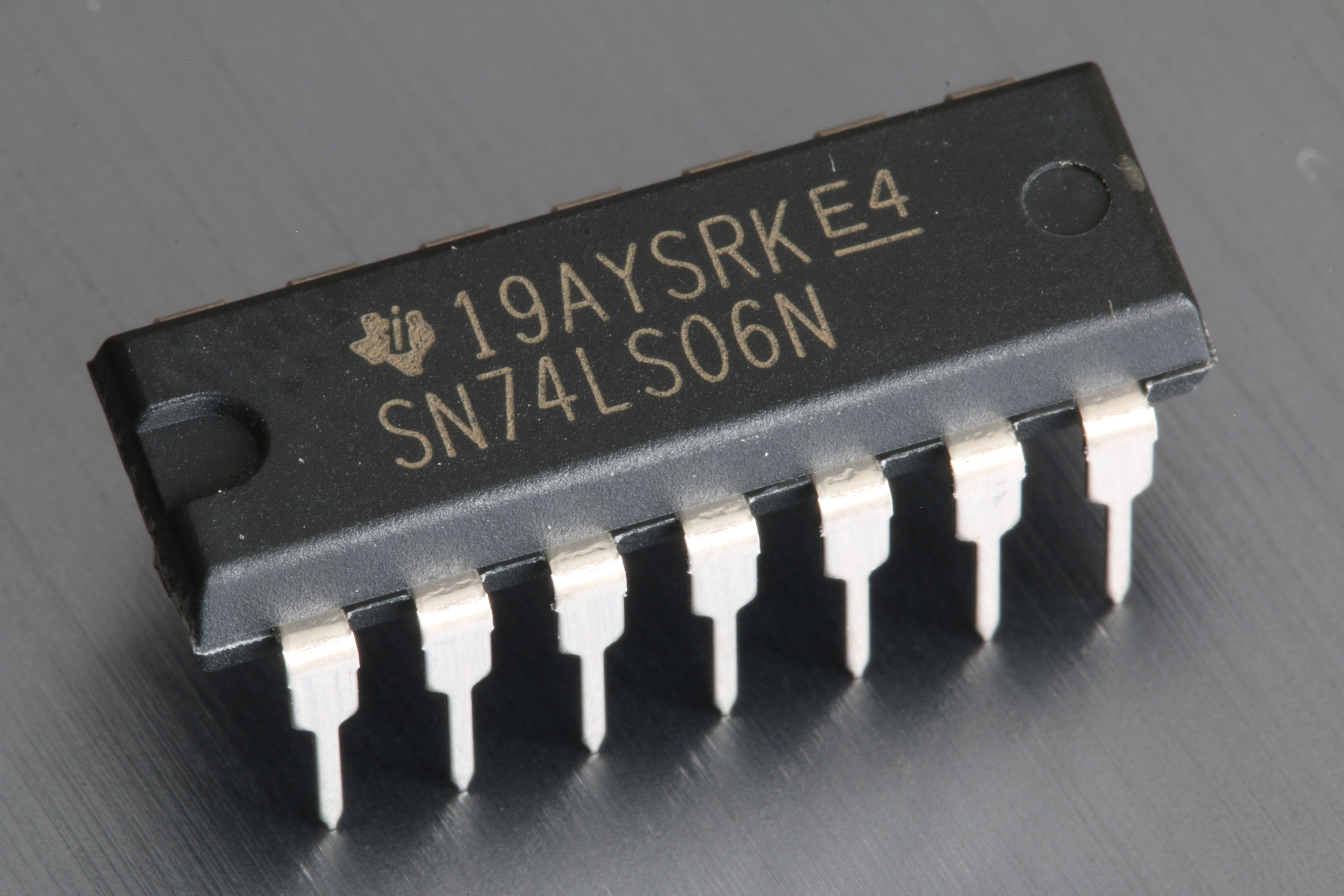
Circuit intégré 7406 (Texas Instruments SN74LS06N)

Brochage

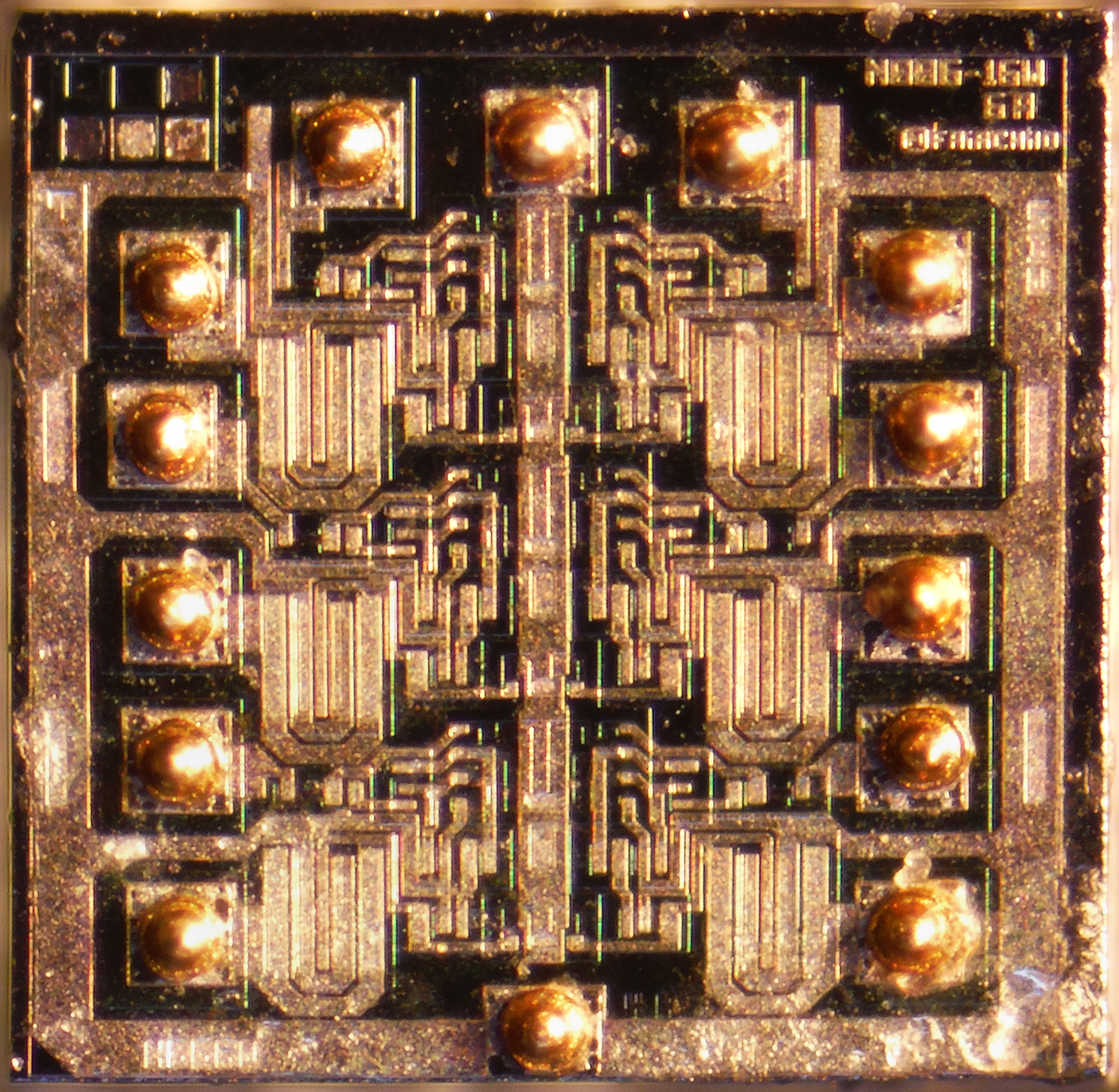
Die d'un DM7406M

Le circuit intégré 7406 fait partie de la série des circuits intégrés 7400 utilisant la technologie TTL.
Ce circuit est composé de six portes logiques indépendantes inverseuses NON possédant chacune une sortie à collecteur ouvert d'une protection de 30 volts.
Chaque porte possède un buffer.